# Castillo de Agost
El Castillo de Agost (sito en el de municipio de Agost, Alicante, Comunidad Valenciana, España) fue construido al parecer en la época musulmana. En la actualidad ha desaparecido en su casi totalidad, quedando como único resto un lienzo de su muralla.
Las últimas referencias que se tienen del mismo son de finales del siglo XVII, cuando el castillo pasó a ser propiedad de los caballeros de Vallebreras.